# Jaime Murray
Pour les articles homonymes, voir Murray.
Ne doit pas être confondu avec Jamie Murray.
Jaime Murray, née le 21 juillet 1976 à Londres, Angleterre, est une actrice britannique.

## Biographie

### Jeunesse
Jaime Murray est la fille de l'acteur britannique Billy Murray. Elle est née dans le comté d'Essex, en Angleterre. Juste avant d'obtenir son A-level, Murray découvre qu'elle est atteinte de dyslexie. Elle a rapidement étudié la philosophie et la psychologie au LSE, mais elle abandonna vite pour suivre une formation au Drama Centre (diplômée en 2000).

### Carrière
Jaime Murray débute à la télévision dans les rôles de Casualty sur BBC One, The Bill et The Taming of the Shrew, mais elle n'atteint la célébrité qu'à partir des paroles, en 1996, de la vidéo originale de Stretch 'n' Vern's sur la piste I'm Alive.
Elle incarne le personnage de Stacie Monroe dans Les Arnaqueurs VIP, de la saison 1 à la saison 4. Elle a confirmé en 2007 qu'elle ne sera pas dans la saison 5 et que Marc Warren non plus.
Dans l'un des épisodes des Arnaqueurs VIP, Jaime Murray a tellement impressionné ses collègues avec son déguisement de  Wonder Woman, dont l'acteur Américain Robert Vaughn, que selon plusieurs sources en ligne, l'acteur a montré ces images aux cadres du studio à Hollywood. À la vue de ces illustrations, l'actrice a été invitée à l'audition du film Wonder Woman à venir. Elle joue un rôle récurrent dans la seconde saison de Dexter, diffusée initialement à l'automne 2007. Le rôle contient plusieurs scènes seins nus, ce qui intimide grandement Jaime Murray selon ses dires.
Ayant été invitée dans l'émission Love Soup, Murray a déclaré qu'elle était en tournage dans la production de Nathan Adolfson "Possessions", sorti en 2009.
Jaime Murray assure la promotion de vêtements pour la publicité télévisuelle des grands magasins Debenhams. Murray travaille également à l'agence de mannequin Models 1 à Londres.

## Filmographie

### Cinéma
- 2005 : Animal : Une vendeuse
- 2007 : Les Faucheurs (The Deaths of Ian Stone) : Medea
- 2007 : Botched : Anna
- 2010 : Human Contagion (Devil's Playground) : Lavinia
- 2012 : Possessions : Chloé
- 2013 : Samuel Bleak : Vivvian Bleak
- 2013 : Fright Night 2 : Gerri Dandridge
- 2017 : The Nanny : Leonor

### Télévision

#### Séries télévisées
- 2001-2002 : The Bill : Tania Matthews / Melanie
- 2002 : Casualty : Sonia Guzman
- 2004 : Doctors and Nurses : Bella Olazabal
- 2004-2007 : Les Arnaqueurs VIP : Stacie Monroe
- 2005 : ShakespeaRe-Told : Bianca Minola
- 2005 : Love Soup : Natalie
- 2005 : Hercule Poirot : Ruth Kettering
- 2007 : Dexter : Lila Tournay
- 2008-2009 : Valentine : Grace Valentine/ Aphrodite
- 2009 : NCIS : Enquêtes spéciales : Agent Julia Foster-Yates
- 2009 : The Beautiful Life : Vivienne
- 2009 : Mentalist : Nadia Sobell
- 2009 : Eli Stone : Diane Rundlet
- 2010 : Suite 7 : Jessy
- 2010-2013 : Warehouse 13 : H.G. Wells
- 2011 : Spartacus : Les Dieux de l'arène : Gaia
- 2011-2012 : Ringer : Olivia Charles
- 2012 : The Finder : Amadea Donaris
- 2012 : Jan : Andie
- 2012 : Childrens Hospital : Kitty Black
- 2013-2015 : Defiance : Stahma Tarr
- 2015 : Sleepy Hollow : Carmilla Pines
- 2016-2017 : Once Upon a Time : La Fée Noire / Fiona
- 2018 : The Originals : Antoinette Müller (saison 5, épisodes 3 et 5 à 13)
- 2019 : Gotham : Theresa Walker / Nyssa Al Ghul

#### Téléfilms
- 2007 : Demons : Rebecca